# 白倉康夫
白倉 康夫（しらくら やすお、1951年 - ）は、日本の民族主義者。敬天新聞社社主。長崎県南島原市出身。

## 経歴
18歳で上京し、国士舘大学に入学。在学中は柔道部に所属し、警備会社を設立。8年間在籍の後、同校を中退。新宿の顔役だった加納貢会長との縁で日本大学アメフト部監督篠竹幹夫の秘書を10年間経験。
1993年10月1日、敬天新聞を創刊。マスコミでタブー視されていた日本大学の問題追及を10年以上前から始めており、2018年5月アメフト部の危険タックル問題以降、田中英寿体制に対する大手マスコミ報道の先駆けと成る。2018年7月31日、著書「立ち上がれ日大マン！」を出版（人間の科学新社）。
毎週水曜日の夕方、新橋駅前（東京都港区）の街頭で続けている演説は、30年間に及ぶ。
その半生を巡っては、安藤昇の意志を継ぐ秘書で作家として知られている向谷匡史の著書「安藤組外伝　白倉康夫『殉心』」に書き綴られている。

## 語録
- 「明日を生き抜くためには、まず今日を勝たなければならない。そのためには『キョウカツ』が必要なんです」[4]
- 「私のことは、恐喝屋と呼ばないでください。私は『恐喝家』です」[4]
- 「今、私が求めているのは恐喝道です。道です」[4]
- 「私は日本人に支持される恐喝道をこれから作り上げていくつもりです」[4]
- 「人間社会はすべて恐喝で成り立っている」「政治も、経済も、教育も、煎じて詰めていけば脅しで成り立っている」[3]
- 「『今日勝つ、明日勝つ、明後日も勝つ』とシャレで嘯（うそぶ）くわけだが、不正を追及された企業の弁護士は敬天新聞を恐喝で訴え、裁判でこう主張する『白倉康夫は公言しております～恐喝を目的にしていることは明白であります』。これに対して康夫は『おまえ、バカか。そんなもの、面白おかしく売り口上で言っているだけ』とヤジを飛ばし、裁判長からたしなめられるのだった」[3]
- 「私腹を肥やすためでなく悪党を退治するため」「『木の葉が沈んで石が浮かぶ』ということが許せなかった」[3]
- 「今の日本人に足りないものは、覚悟である。正義を貫く覚悟、不条理と戦う覚悟である」（街頭演説）
- 「どんなに辛いことがあっても、自ら命を絶つことはしないでください。頑張って生きていればきっと良い日がやってくる」（街頭演説）
- 「高齢者を騙す詐欺連中は厳罰に処すべきだ」（街頭演説）

## 著書
自著
- 『立ち上がれ日大マン！―黒幕田中体制に挑戦』（2018年7月、人間の科学新社）

関連書籍
- 向谷匡史『安藤組外伝 白倉康夫 殉心』（2020年4月15日、青志社）